# Lembeh
Pulau Lembeh är en ö i provinsen Sulawesi Utara i Indonesien. Den är belägen utanför staden Bitung.
Vattnet mellan Lembeh och fastlandet kallas Lembehsundet (Lembeh straits). Platsen lockar sportdykare från hela världen på grund av den stora artrikedomen och förekomsten av ovanliga fiskarter. Dykförhållandena är annorlunda jämfört med många dykplatser i tropikerna eftersom bottnen främst består av gyttja.
Öns högsta punkt är 435 meter över havet. Ön sträcker sig 18,1 kilometer i nord-sydlig riktning, och 14,1 kilometer i öst-västlig riktning.

## Bilder

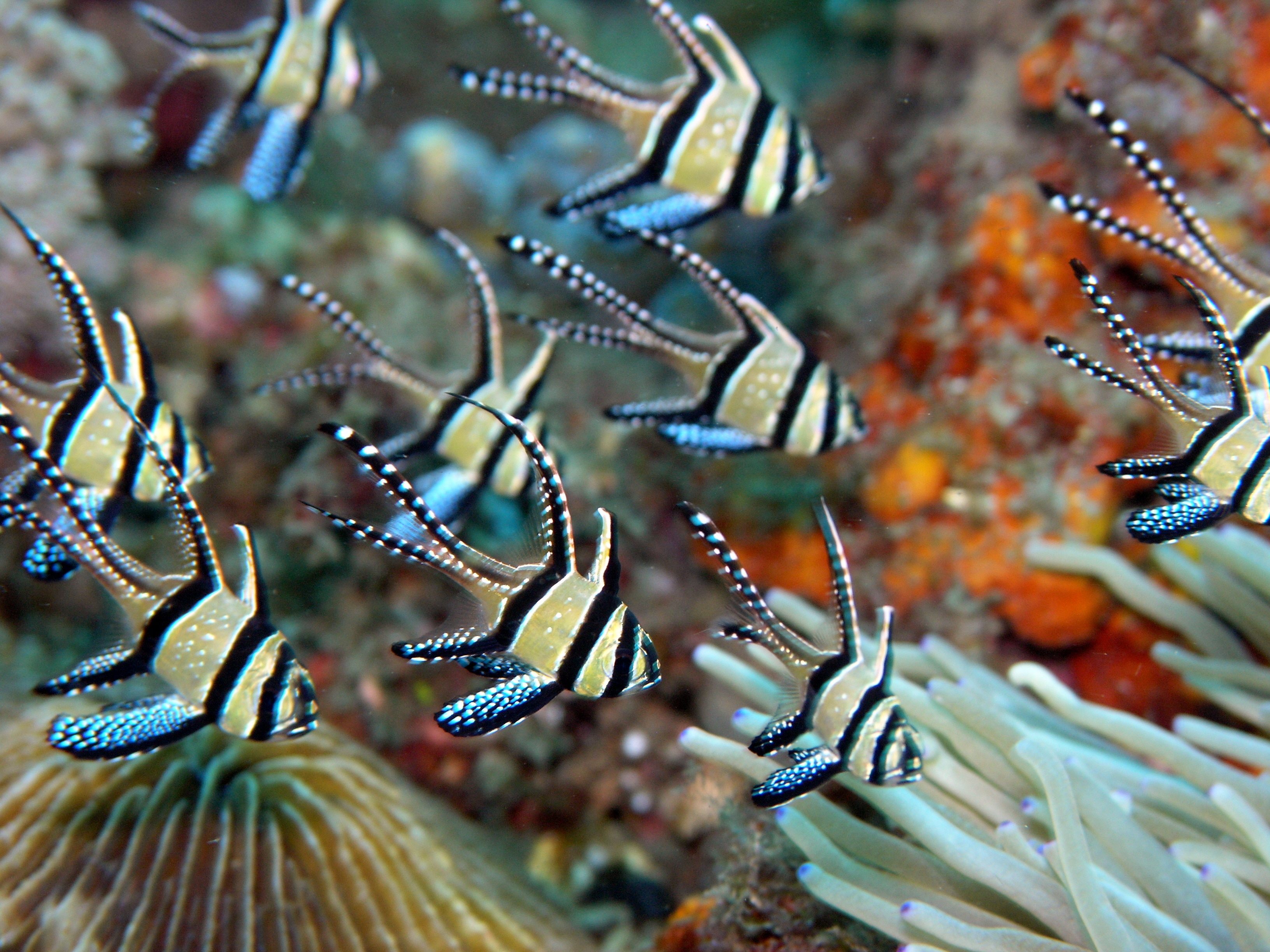
Pterapogon kauderni vid Lembeh
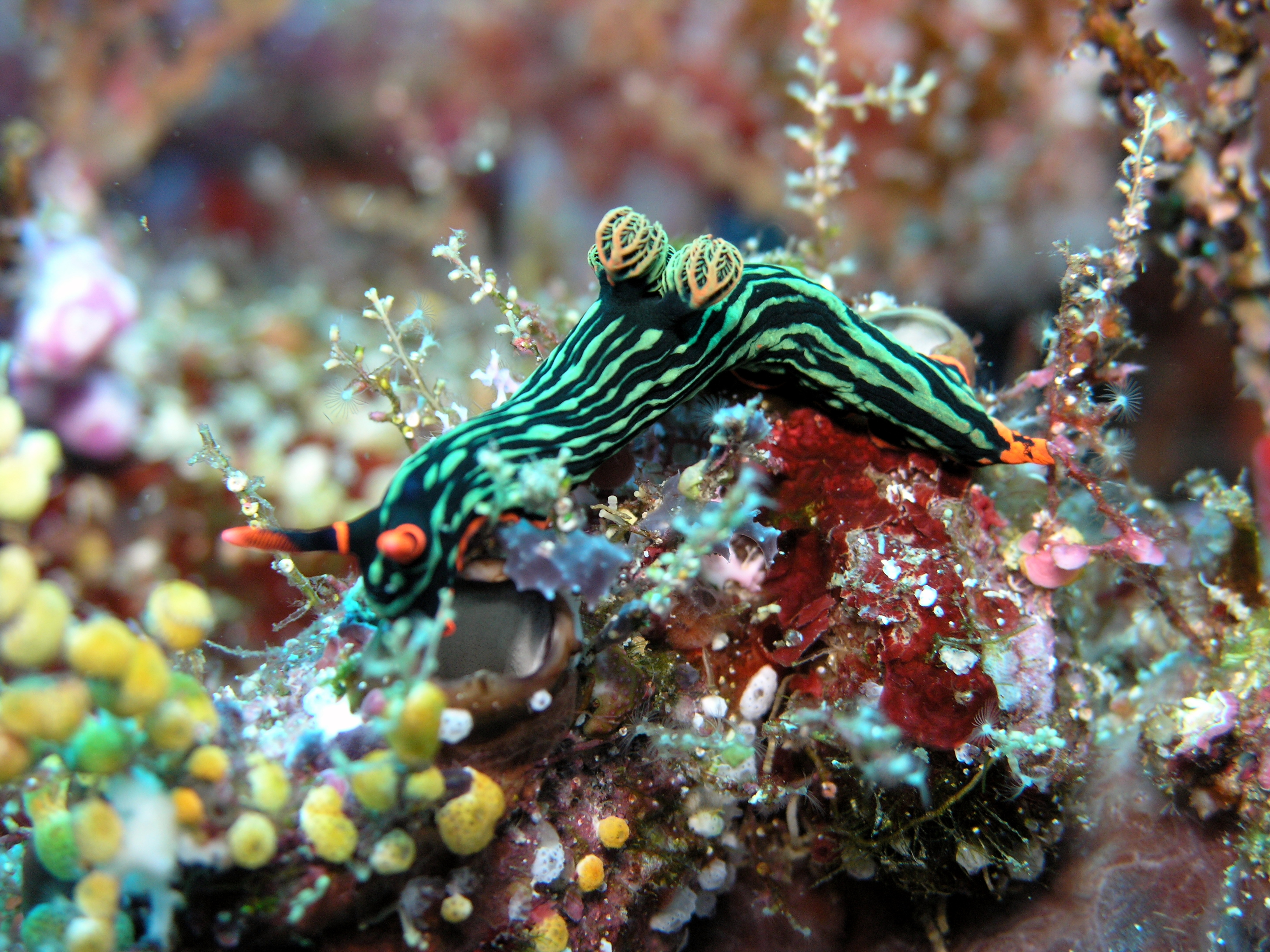
Nakensnäcka Nembrotha kubaryana från Lembeh.